# District de Luozhuang
Le district de Luozhuang (罗庄区 ; pinyin : Luózhuāng Qū) est une subdivision administrative de la province du Shandong en Chine. Il est placé sous la juridiction de la ville-préfecture de Linyi.